# Ledebouria ovalifolia
Ledebouria ovalifolia là một loài thực vật có hoa trong họ Măng tây. Loài này được (Schrad.) Jessop mô tả khoa học đầu tiên năm 1970.